# Dubrowka (obwód tomski)
Dubrowka (ros. Дубровка) – wieś (sieło) w Rosji, w obwodzie tomskim, w rejonie zyriańskim. W 2021 liczyła 235 mieszkańców.